# Anthony Roberts
Anthony Roberts − walijski bokser, wicemistrz Wielkiej Brytanii w kategorii półciężkiej z roku 1971 i 1972. 

## Kariera amatorska
W 1970 roku był uczestnikiem Igrzysk Wspólnoty Narodów w Edynburgu. Roberts odpadł w ćwierćfinale, przegrywając na punkty ze Szkotem Johnem Raffertym.
W maju 1971 roku został wicemistrzem Wielkiej Brytanii w kategorii półciężkiej. W finale pokonał go na punkty reprezentant Anglii John Conteh. W czerwcu 1971 był uczestnikiem Mistrzostw Europy 1971 w Madrycie. Przegrał tam swój pierwszy pojedynek z reprezentantem Jugosławii Matem Parlovem.
W roku 1972 powtórzył sukces, zostając ponownie wicemistrzem Wielkiej Brytanii w kategorii półciężkiej. W finale z roku 1972 przegrał z Anglikiem Williamem Knightem.